# Milk float

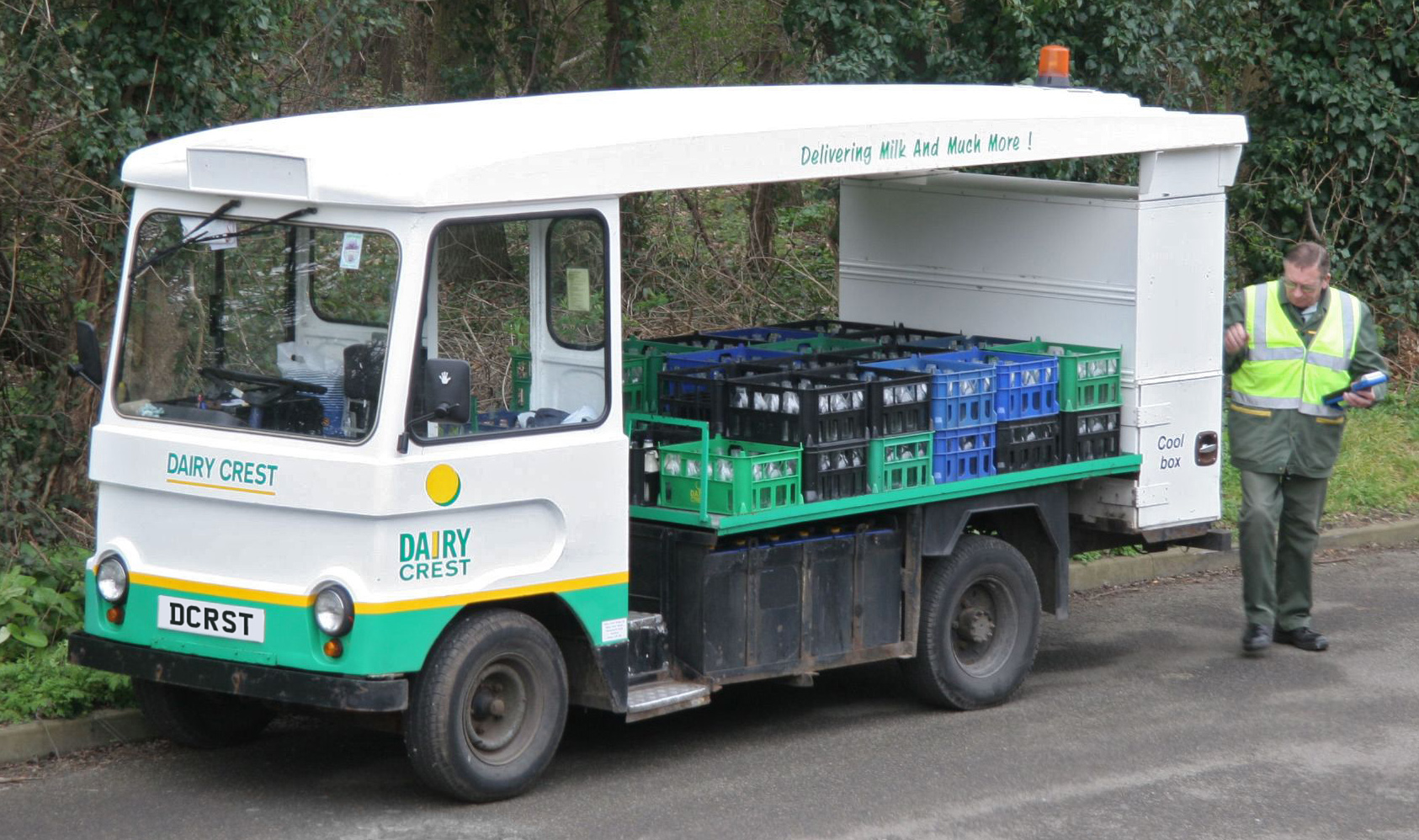
Ein Milk float der Molkerei Dairy Crest vom Hersteller Smith’s Elizabethan.

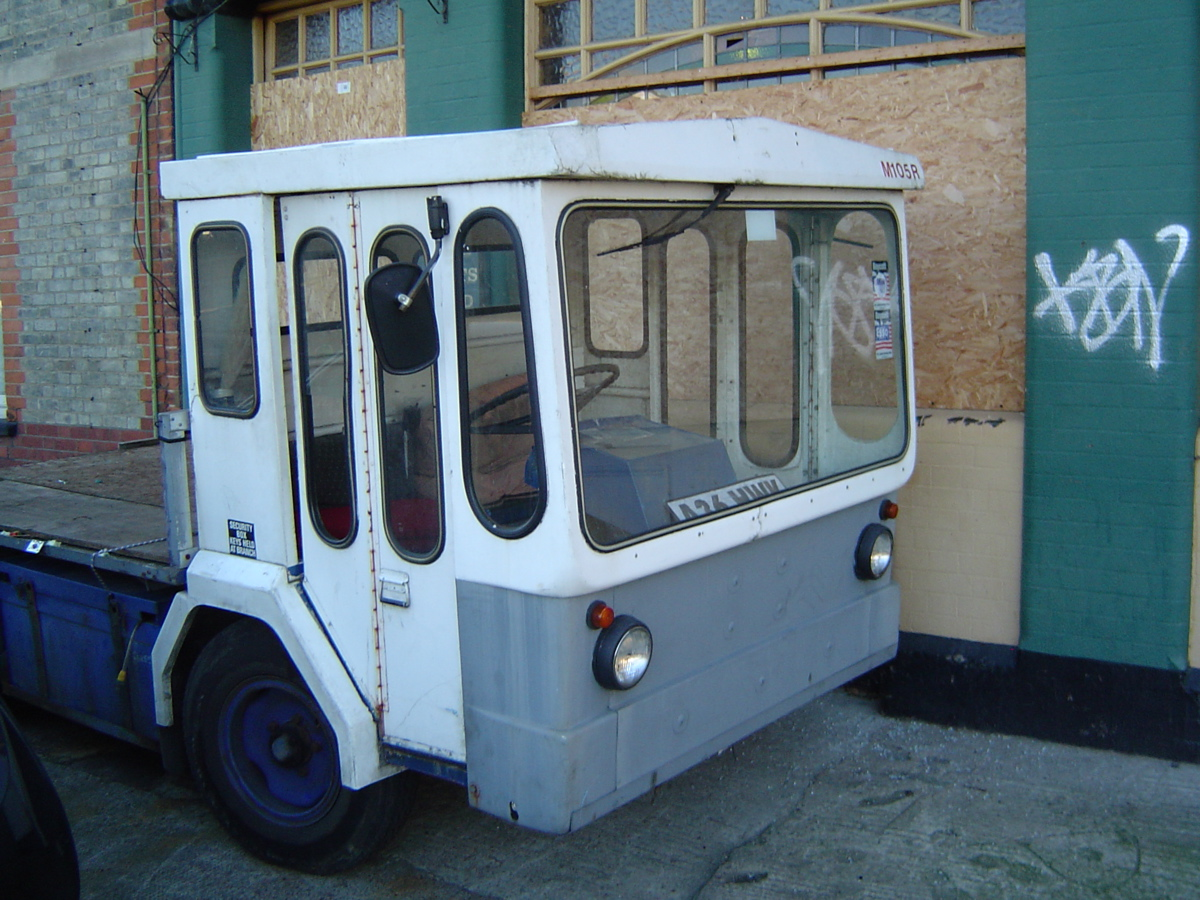
Fahrerkabine eines größeren Milk float

Milk float (englisch für Milchwagen; wörtlich Milchfloß; als float werden niedrige Plattformwagen für Güter oder für Personen bei Festumzügen bezeichnet) ist eine Bauform von Elektroautos, die für den Milchlieferservice und insbesondere zur Auslieferung von frischer Milch an die Haustüren der Verbraucher entwickelt wurde.

## Verbreitung
Milk floats waren in mehreren europäischen Ländern und auch in Nordamerika im Einsatz, mit der größten Verbreitung im Vereinigten Königreich während der 1970er Jahre. Mit der Verbreitung von Supermärkten ging der Anteil der Hauslieferung zurück, wodurch längere Routen entstanden. Gepaart mit der begrenzten Reichweite der Elektrowagen führte dies zum verstärkten Einsatz von dieselgetriebenen Transportern und somit zu einer Abnahme der Bedeutung von Milk floats im Transportgewerbe. Den Elektroautos gingen im späten 19. Jahrhundert Pferdewagen voraus.
In Großbritannien wurden Milk floats von Smith’s, Wales & Edwards, Osborne, Harbilt, Brush, Morrison, Midford Electric, Bedford und Leyland hergestellt. Aktiv ist nur noch Bluebird Automotive.
In den Niederlanden war Spijkstaal ein wichtiger Hersteller.

## Eigenschaften
Milk floats waren oft für Fahrgeschwindigkeiten von 10 bis 15 mph (16–24 km/h) ausgelegt, manche konnten Geschwindigkeiten bis 80 mph (130 km/h) erreichen. Falt- und Schiebetüren konnten während der Fahrt offen bleiben. Antrieb durch Elektromotor(e) macht die Fahrzeuge leise – günstig, wenn nachts oder am frühen Morgen im ruhigen Wohngebiet mit vielen Stopps geliefert wird.
Ein Teil der Typen hatte einen Fahrersitz, der auf eine Bremse wirkte. Seine (relativ hochliegende) Sitzfläche war an der Vorderkante in einem Scharnier angelenkt. Unbelastet stieg die Fläche hinten um 10–15 cm hoch, von einer oder mehreren Spiralfedern nach oben gedrückt. Dabei wurde ein Bowdenzug gespannt, der auf die Bremse(n) einer Achse wirkte.
Beim Draufsetzen klappte durch einen Teil des Fahrergewichts die Sitzfläche von etwa 30° Neigung in die Waagrechte und die Bremse wird dadurch freigegeben.
Geübte Fahrer bremsten mit der pedalbetätigten (Haupt-)Bremse nicht ganz bis zum Stillstand ab, sondern glitten bei noch langsamer Fahrt schon aus dem Sitz und eventuell unterstützt durch einen Handgriff bei der offenstehenden Tür hinaus zum Stehen im Freien. Das Kfz kam durch die einsetzende Bremswirkung nach etwa einem Meter selbsttätig zum Stehen und der Milchmann stand mit einer halben Drehung schon neben der Ladefläche und hatte die Milchflaschen in Greifnähe.
Daneben gab es elektrische angetriebene vierrädrige Karren ohne Führerhaus, welche vom zu Fuß laufenden Milchmann an einer Deichsel geführt wurden. Der Einsatz erfolgte in sehr dicht besiedelten / engen Wohngebieten. Unter der Ladefläche befanden sich (Blei-)Akkus sowie Elektromotor(en). Die Achsschenkellenkung der Vorderachse sparte Platz und gewährleistete Kippsicherheit. Wurde die Deichsel losgelassen, sank sie gegen Federzug ein Stück Richtung Boden, ohne diesen zu berühren – gleichzeitig wurde der Karren bis zum Stillstand gebremst. Das Anheben der Deichsel über eine eingestellte Höhe setzte den Karren in Bewegung. Das Fahrzeug hatte eine Ladefläche von ca. 160 cm × 120 cm (L×B) und ähnelte einem extragroßen Bollerwagen.

## Museum
Eine Sammlung von Milk floats und anderen Elektroautos ist im Museum des Birmingham and Midland Motor Omnibus Trust zu besichtigen.

## Beispiele

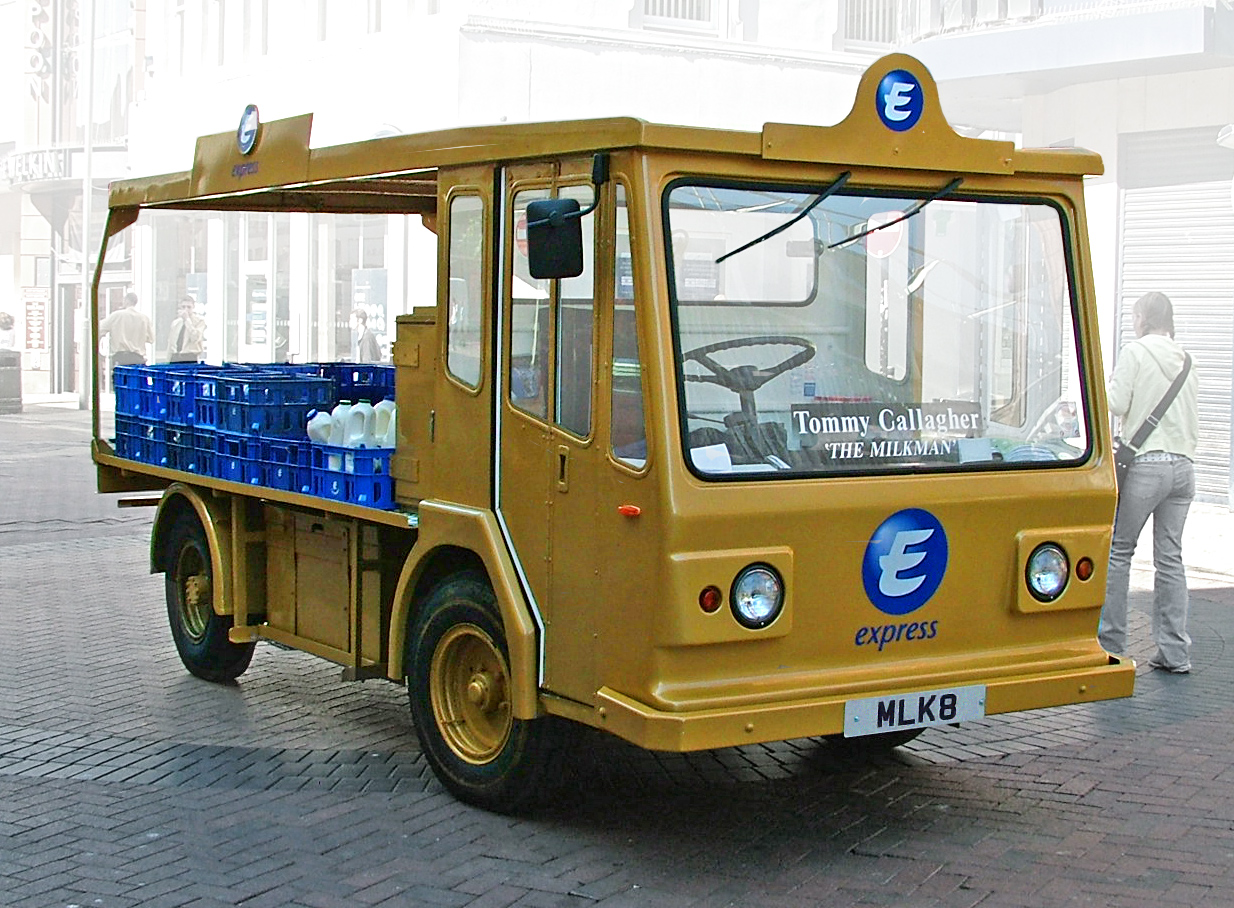
Ein Milk float im Liverpooler Stadtzentrum, Juni 2005
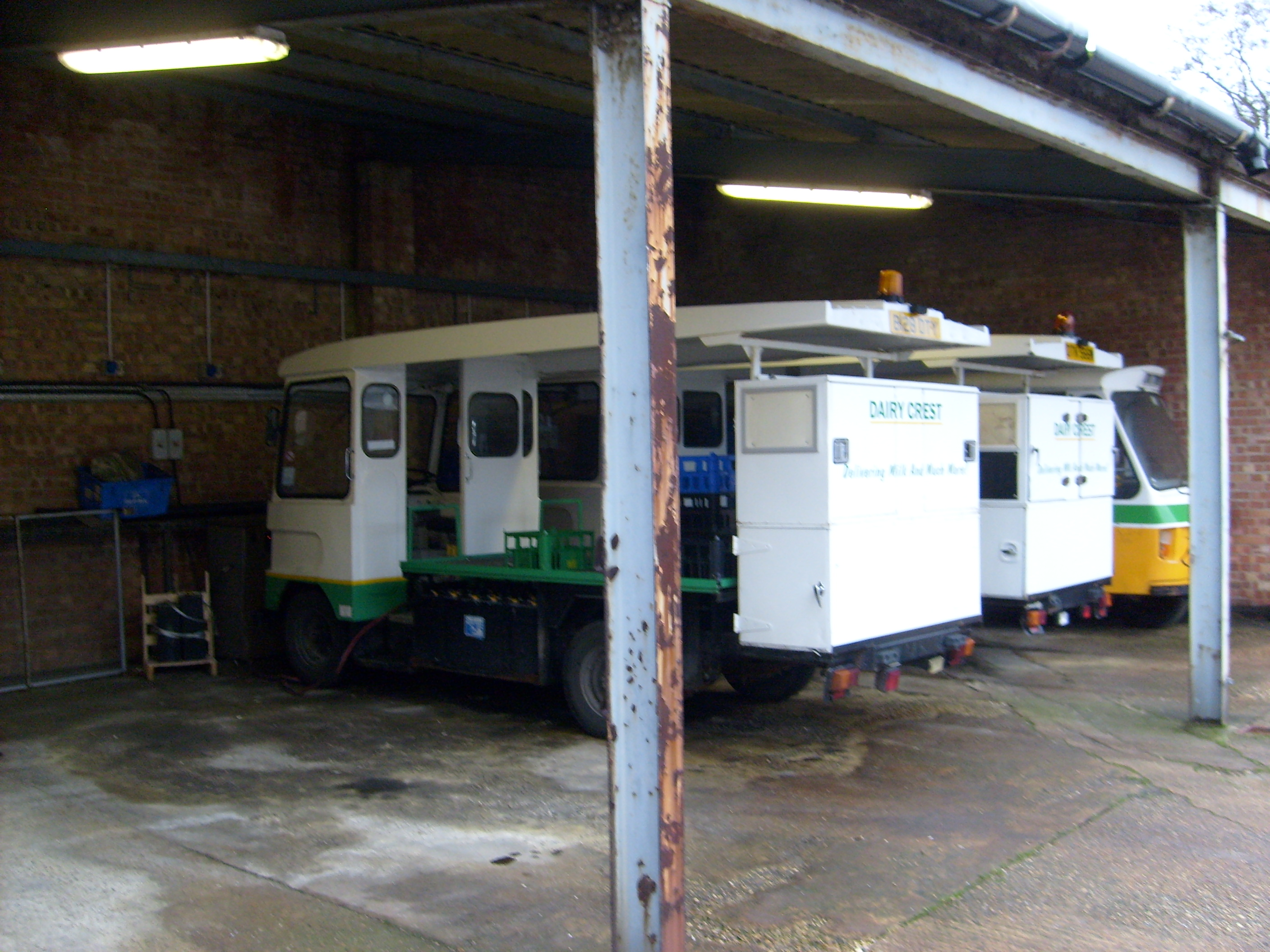
Milk floats in einer Dairy Crest Garage
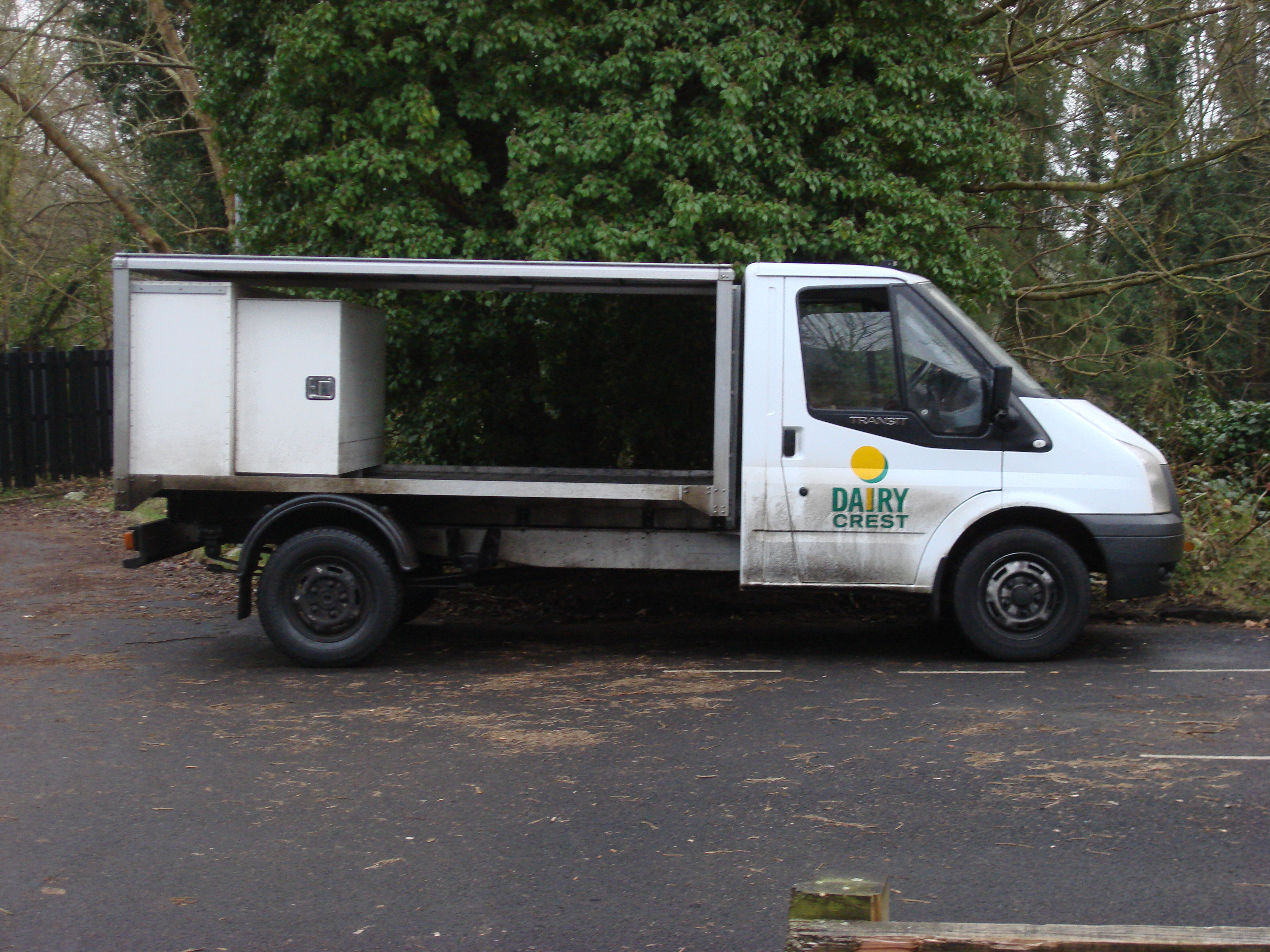
Auf dem Ford Transit basierendes Milk float
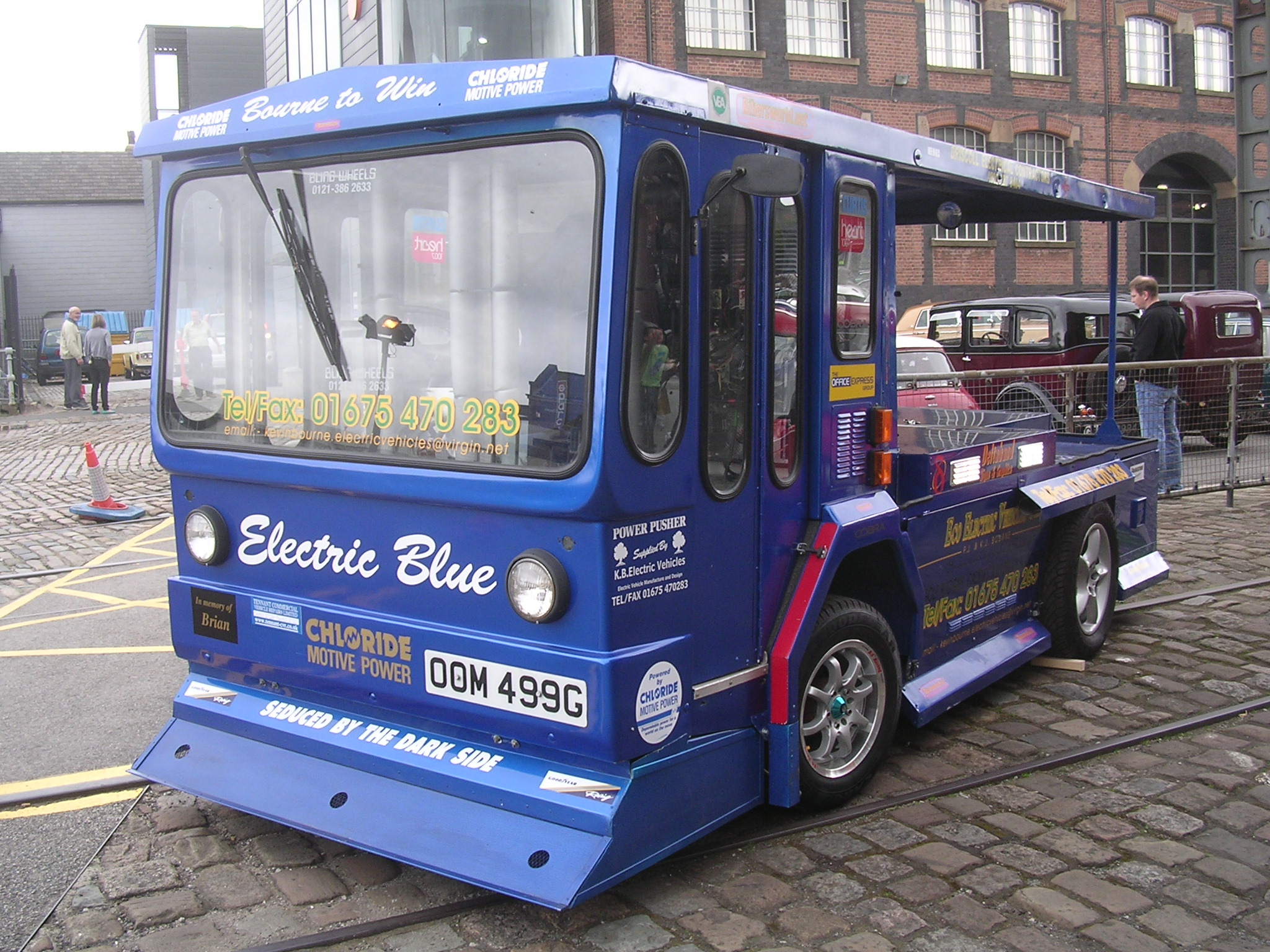
Electric Bluebird Milk float